# Vodena kuga
Vodena kuga (lat. Elodea canadensis) poznata još i kao kanadska vodena kuga ili kanadska drezga je višegodišnja, dvodoma, vodena zeljasta biljka iz porodice Hydrocharitaceae.

## Opis biljke
Biljka je submerzna, sa razgranatom stabljikom. Može da naraste i preko 3 m. Koren je bele boje, nitast i nerazgranat. Listovi su svetlozeleni, prozračni, sedeći, veoma slabo nazubljeni, sa tupim vrhom. Mogu biti između 5 i 15 mm dugački, a široki između 1 i 4 mm. Skupljeni su u pršljenove. Cvetovi su jednopolni, bele boje, malih dimenzija. Plutaju po površini vode, na 1 do 2 cm dugim drškama. Muški cvetovi su uglavnom veći od ženskih, sa 9 prašnika. Cvetaju od maja do oktobra. Plod je jajolika čaura, dužine 6 mm, sa nekoliko semena koja sazrevaju ispod vode.

## Stanište
Poreklo vodi iz Severne Amerike, a pretpostavlja se da je u Evropu introdukovana tokom 19. veka. Prvi podaci o pojavljivanju ove biljke u Evropi datiraju još iz 1836. godine, kada je uočena oko Britanskih ostrva. Pretpostavlja se da je unešena kao akvarijumska biljka. U Srbiji ova biljka spada u jako invazivne vrste, brzo se širi, te je ima u mnogim rekama.

## Upotreba
Ova vrsta je ekonomski značajna, jer se koristi kao ukrasna. Stavlja se u akvarijume, fontane i jezerca, gde poboljšava kvalitet vode.

## Uticaj
Potrebno je tri do četiri sezone da Elodea canadensis dostigne proporcije velike štetočine. Ovaj ,,vodeni korov" generalno ima negativan uticaj na akvatični ekosistem, jer zauzima stanište autohtonim vrstama.